# Pokój w Zadarze
Pokój w Zadarze – traktat pokojowy zawarty w dniu 18 lutego 1358 pomiędzy Królestwem Węgier a Republiką Wenecką.
W jego wyniku Dalmacja na pół wieku znalazła się pod węgiersko-chorwackim panowaniem. W latach 1409–1420 wróciła natomiast ponownie pod panowanie weneckie.
Uważa się, że pod panowaniem węgiersko-chorwackim w Dalmacji miał miejsce wzmożony rozwój gospodarczy, kulturalny i polityczny w związku ze zjednoczeniem z sąsiednimi ziemiami chorwackimi i bośniackimi.

## Tło
W latach 1345–1346 król Węgier Ludwik Węgierski prowadził działania zbrojne, mające na celu przejęcie kontroli nad należącą do Republiki Weneckiej Dalmacją. W 1348 roku zawarto ośmioletni rozejm i rozpoczęto zabiegi dyplomatyczne.
W 1356 roku Węgrzy wznowili walki w związku z osłabieniem Wenecjan wojną z Republiką Genui i konfliktami wewnętrznymi, które miały miejsce za rządów doży Marino Faliero. Wojska węgierskie w czerwcu 1356 roku osiągnęły weneckie Treviso, czym zmusili Wenecjan do negocjacji. Po ustabilizowaniu stosunków z Królestwem Bośni Węgrzy rozpoczęli oblężenie dalmatyńskich miast. Mieszczanie Splitu i Trogiru w lipcu 1357 roku wypędzili weneckie załogi. Następnie to samo uczyniono w Szybeniku, Zadarze, Dubrowniku oraz na wyspach Brač, Hvar i Korčula. Król Węgier zagwarantował dalmatyńskim miastom królewskie przywileje i autonomię.

## Warunki pokoju
Na mocy traktatu pokojowego Republika Wenecka zrzekła się praw do ziem od Kvarneru aż do Durazzo. Utraciła następujące miasta: Dubrownik (tracąc zwierzchność nad Republiką Raguzy), Nin, Skradin, Split, Szybenik, Trogir, Zadar i wyspy: Brač, Cres, Hvar, Korčula, Krk, Osor, Pag, Rab. Wenecjanie dostali 22 dni na opuszczenie Dalmacji. Władca Wenecji nie mógł od tej pory nosić tytułu „dux Dalmatiae et Croatiae”. Ludwik Węgierski zrzekł się natomiast pretensji do weneckich miast Cividale del Friuli i Treviso oraz do półwyspu Istria, czyli do ziem, które opanował w 1356 roku. Postanowiono o wymianie jeńców i przywróceniu swobodnego przepływu osób pomiędzy oboma państwami.